# Believe－為你架起的橋樑－
《Believe－為你架起的橋－》是朝日電視台於2024年4月25日至6月20日播出的週四晚間九點連續劇，由木村拓哉主演。本劇為朝日電視台65周年台慶纪念劇。
香港由Viu於2024年4月25日起獨家播出。臺灣由KKTV、Hami Video於2024年4月26日起跟播，緯來日本台於2024年4月27日起跟播。

## 登場人物

### 主要人物
- 狩山陸〈50〉：木村拓哉（粵語配音：陳健豪）

主人公。土木設計師。營造公司龍頭「帝和建設」的土木設計部部長。對橋樑建設充滿熱情，負責幾年前開始的「龍神大橋」建設計畫，但因某事被收容於監獄。

### 帝和建設
- 本宮繪里菜〈25〉：山本舞香[3]（粵語配音：植婉雯）

土木設計部・第一設計課職員。狩山的部下。南雲的未婚妻。
- 南雲大樹〈32〉：一之瀨颯[3]（粵語配音：周倚天）

土木設計部・第一設計課主任。狩山的部下。繪里菜的未婚夫。
- 磯田典孝〈65〉：小日向文世[3]（粵語配音：周鑫霆）

社長。狩山的上司。
- 秋澤良人〈42〉：齋藤工[3]（粵語配音：梁皓翔）

律師。狩山的辯護律師。
- 桑原誠：岩谷健司[4]（粵語配音：羅偉亮）

常務董事。
- 清野孝則：尾花寬二

公司職員。

### 國立刑務所・處遇部門第3區
- 林一夫〈59〉：上川隆也[3]（粵語配音：馮瀚輝）

獄警。區長。
- 野口Hiroto（野口ヒロト）：濱田龍臣 [4]（粵語配音：杜景煜）

殺人未遂犯。狩山在103房室的室友。
- 灰谷耕太：一之瀨亘[4]（粵語配音：劉奕希）

特殊詐欺犯。狩山在103房室的室友。
- 赤塚力：持田將史（s**t kingz）[4]（粵語配音：袁德基）

強盜犯。狩山在103房室的室友。
- 小野俊夫：小野武彥[4]（粵語配音：李家傑）

殺人未遂服刑中。曾是小學教師。
- 宇崎誠吾：尾上寬之[4]（粵語配音：鄧燦陽）

獄警。主任。

### 聖修大學醫院
- 狩山玲子〈53〉：天海祐希[3]（粵語配音：黃鳳兒）

狩山的妻子。心臟血管中心的護士長。
- 北村晴彥：市川知宏[4]（粵語配音：黃尉斯）

護士。玲子的部下。
- 伊藤梨沙：坂田莉咲

護士。
- 井本奏美：澤井梨丘[4]（粵語配音：楊婉潼）

入院患者。
- 石原進：近藤公園[4]（粵語配音：劉奕希）

醫生。

### 警察關係者
- 黑木正興〈34〉：竹內涼真[3]（粵語配音：陳漢祺）

警視廳刑事部搜查一課刑警。
- 梶田千佳：片山友希[4]（粵語配音：何凱怡）

國立署刑警。與黑木共同調查狩山。
- 掛野勝：山崎潤（粵語配音：袁德基）

刑警、階級為警部補。黑木的上司。

### 周邊人物
- 坂東五郎〈70〉：北大路欣也[3]（粵語配音：黃志明）

「龍神大橋」建設計畫的外包商「坂東組」社長。
- 榛名文江：賀來千香子[4]（粵語配音：王綺婷）

東京都知事。
- 若松博通：竹内涼真[5]（粵語配音：陳漢祺）

龍神大橋工程中身亡的「若進建材」職員。是黑木的哥哥。
- 半田豐：田中哲司[6]（粵語配音：何家裕）

把狩山用小貨車載走的神秘男子。

## 製作團隊
- 劇本：井上由美子
- 配樂：林友樹
- 主題曲：MAN WITH A MISSION「I'll be there」（Sony Music Labels）[7]
- 總製作人：三輪祐見子（朝日電視台）
- 製作人：都築步（朝日電視台）、高木萌實（朝日電視台）、松野千鶴子（as birds）
- 導演：常廣丈太、樹下直美（as birds）
- 制作協力：as birds
- 制作著作：朝日電視台

## 播出日程
- 第1話・第2話・第8話加長10分鐘（21:00 - 22:04）。
- 第4話加長6分鐘（21:00 - 22:00）。
- 最終話加長15分鐘（21:00 - 22:09）。

| 集數                                                                       | 播出日期 | 副標題 | 中文標題（Viu） | 導演     | 收視率 |
| -------------------------------------------------------------------------- | -------- | ------ | --------------- | -------- | ------ |
| 第1話                                                                      | 4月25日  |        | 事故            | 常廣丈太 | 11.7%  |
| 第2話                                                                      | 5月02日  |        | 新的背叛        | 常廣丈太 | 10.1%  |
| 第3話                                                                      | 5月09日  |        | 逃獄            | 常廣丈太 | 09.6%  |
| 第4話                                                                      | 5月16日  |        | 重要證據        | 樹下直美 | 09.8%  |
| 第5話                                                                      | 5月23日  |        | 危機            | 樹下直美 | 09.8%  |
| 第6話                                                                      | 5月30日  |        | 真相之門        | 常廣丈太 | 09.9%  |
| 第7話                                                                      | 6月06日  |        | 到底誰是叛徒    | 樹下直美 | 09.4%  |
| 第8話                                                                      | 6月13日  |        | 背叛            | 常廣丈太 | 09.1%  |
| 最終話                                                                     | 6月20日  |        | 為了活下去      | 常廣丈太 | 13.2%  |
| 平均收視率 10.3%（收視率由Video Research調查關東地區、家戶的即時統計資料） |          |        |                 |          |        |

## 外部連結
- 官方网站－朝日電視台 （日語）
  - 電視劇的X（前Twitter）
  - 電視劇的Instagram帳戶
  - 電視劇的TikTok
- Believe－緯來日本台 （页面存档备份，存于）

| 日本 朝日電視台 週四晚間九點連續劇    | 日本 朝日電視台 週四晚間九點連續劇                 | 日本 朝日電視台 週四晚間九點連續劇 |
| ------------------------------------- | -------------------------------------------------- | ---------------------------------- |
|                                       | Believe－為你架起的橋－ （2024年4月25日－6月20日） |                                    |
| Great Gift （2024年1月18日－3月14日） | Sky Castle （2024年7月25日－9月26日）              |                                    |

| 臺灣 緯來日本台 每週六 22:00 - 23:00   | 臺灣 緯來日本台 每週六 22:00 - 23:00          | 臺灣 緯來日本台 每週六 22:00 - 23:00 |
| -------------------------------------- | --------------------------------------------- | ------------------------------------ |
|                                        | Believe （2024年4月27日－6月22日）            |                                      |
| 正直不動產2 （2024年1月13日－3月16日） | 西園寺小姐不做家事 （2024年7月13日－9月21日） |                                      |